# Fanzhen (köpinghuvudort i Kina, Jiangxi Sheng, lat 29,58, long 115,56)
Fanzhen är en köpinghuvudort i Kina. Den ligger i provinsen Jiangxi, i den sydöstra delen av landet, omkring 100 kilometer norr om provinshuvudstaden Nanchang. Antalet invånare är 30 444. Befolkningen består av 14 565 kvinnor och 15 879 män. Barn under 15 år utgör 19,0 %, vuxna 15-64 år 72 %, och äldre över 65 år 8,0 %.
Runt Fanzhen är det ganska tätbefolkat, med 222 invånare per kvadratkilometer. Närmaste större samhälle är Ruichangshi, 14,0 km nordost om Fanzhen. I omgivningarna runt Fanzhen växer i huvudsak blandskog.
Genomsnittlig årsnederbörd är 2 073 millimeter. Den regnigaste månaden är maj, med i genomsnitt 328 mm nederbörd, och den torraste är januari, med 59 mm nederbörd.